# Zitouna (Skikda)
Zitouna (em árabe: الزيتونة) é uma comuna localizada na província de Skikda, Argélia. De acordo com o censo de 2008, a população total da cidade era de 8 351 habitantes.